# أليكساندر كاردوسو غارسيا
أليكساندر كاردوسو غارسيا (30 أبريل 1992 - ) هو لاعب كرة قدم برازيلي في مركز الوسط. لعب مع نادي فيتوريا سيتوبال.

## وصلات خارجية
- أليكساندر كاردوسو غارسيا على موقع Soccerway.com (الإنجليزية)
- أليكساندر كاردوسو غارسيا على موقع AS.com (الإسبانية)